# Paul Van den Broek
Paul Norbert Van den Broek, född 18 september 1904 i Antwerpen, död där 1 april 1972, var en belgisk bobåkare och ishockeyspelare som tävlade under 1920-talet. Han kom trea i fyrmansbob vid olympiska vinterspelen 1924 och spelade även i det belgiska OS-laget i ishockey, som blev utslaget i första omgången.